# Daniel Joseph Nation
Daniel Joseph Nation, ook bekend als DJ Nation, (10 oktober 1989) is een langebaanschaatser uit Nieuw-Zeeland.
Op het CK 2009 debuteerde op een internationaal kampioenschap, hij reed drie afstanden (in drie keer een persoonlijk record), maar liet de 10 kilometer schieten. Dat jaar reed hij eveneens het WK Junioren 2009 in Zakopane. Na drie verreden afstanden nam Nation de 15e positie in, mede dankzij de negende tijd op 3000 meter (een persoonlijk record) en de zevende tijd op de 5000 meter.

## Persoonlijke records
| Afstand    | Tijd    | Datum            | Baan           |
| ---------- | ------- | ---------------- | -------------- |
| 500 meter  | 40,03   | 10 januari 2009  | Salt Lake City |
| 1000 meter | 1.15,28 | 17 november 2011 | Calgary        |
| 1500 meter | 1.52,99 | 18 november 2011 | Calgary        |
| 3000 meter | 3.54,37 | 13 oktober 2012  | Salt Lake City |
| 5000 meter | 6.42,19 | 27 oktober 2012  | Salt Lake City |

## Resultaten
| Jaar | CK N-Amerika & Oceanië | WK Junioren                 |
| ---- | ---------------------- | --------------------------- |
| 2009 | ns10000m               | 31e 1500m 9e 3000m 7e 5000m |